# أخبار العرب (صحيفة إماراتية)
أخبار العرب هي صحيفة يومية تصدر في أبو ظبي.

## التاريخ والملف الشخصي
تأسست جريدة أخبار العرب الصادرة عن دار الوثبة للنشر عام 1999. أحمد راتب الخشن هو رئيس تحرير الصحيفة اليومية.
كان توزيع الصحيفة في عام 2003 يقدر بـ 35000 نسخة، مما يجعلها الثالثة في البلاد. بلغ توزيعها في عام 2008 حوالي 20.000 نسخة.

## طالع أيضًا
- قائمة الصحف الإماراتية [الإنجليزية]